# Konāmār
Konāmār (persiska: كنامار, كونَ مار) är en ort i Iran.   Den ligger i provinsen Kurdistan, i den nordvästra delen av landet, 300 km väster om huvudstaden Teheran. Konāmār ligger 1 641 meter över havet och antalet invånare är 110.
Terrängen runt Konāmār är varierad. Konāmār ligger nere i en dal. Runt Konāmār är det ganska tätbefolkat, med 56 invånare per kvadratkilometer. Närmaste större samhälle är Aḩmadābād-e Bāsh, 12,1 km söder om Konāmār. Trakten runt Konāmār består i huvudsak av gräsmarker.